# バリシャーノ
バリシャーノ（イタリア語: Barisciano）は、イタリア共和国アブルッツォ州ラクイラ県にある、人口約1,800人の基礎自治体（コムーネ）。

## 地理

### 位置・広がり

#### 隣接コムーネ
隣接するコムーネは以下の通り。
- カステルヴェッキオ・カルヴィージオ
- フォッサ
- ラークイラ
- ポッジョ・ピチェンツェ
- プラータ・ダンシドーニア
- サン・デメトリオ・ネ・ヴェスティーニ
- サン・ピーオ・デッレ・カーメレ
- サント・ステーファノ・ディ・セッサーニオ

## 行政

### 分離集落
バリシャーノには、以下の分離集落（フラツィオーネ）がある。
- Picenze (Petogna,Villa di Mezzo,San Martino)